# Gowyzeh-ye Kavīreh
Gowyzeh-ye Kavīreh (persiska: گويزِه كَوير, گویزه کویره, Gūyzeh Kavīr) är en ort i Iran.   Den ligger i provinsen Kurdistan, i den nordvästra delen av landet, 500 km väster om huvudstaden Teheran. Gowyzeh-ye Kavīreh ligger 1 387 meter över havet och antalet invånare är 647.
Terrängen runt Gowyzeh-ye Kavīreh är kuperad.Runt Gowyzeh-ye Kavīreh är det ganska tätbefolkat, med 60 invånare per kvadratkilometer. Närmaste större samhälle är Marivan, 7,7 km väster om Gowyzeh-ye Kavīreh. Trakten runt Gowyzeh-ye Kavīreh består till största delen av jordbruksmark.